# Halmaheramys wallacei
Halmaheramys wallacei — вид мишоподібних гризунів родини мишових (Muridae). Описаний у 2018 році.

## Поширення
Ендемік Молуккських островів (Індонезія). Виявлений на двох невеликих островах Обі та Біса в архіпелазі Обі.

## Опис
Тіло завдовжки 205—241 мм, хвіст — 168—210 мм. Вага до 300 г.